# Џ
Џ هو أحد تعديلات فوك كارادجتش التابع للأبجدية السيريلية، يستعمل هذا الحرف في المقدونية والصربو-كرواتية، نظير هذا الحرف بالعربية هو الحرف ج. وهناك اشكال أخرى لنطق الحرف وهي <дж> و<чж> أو الحروف <җ>, <ҷ>, أو <ӂ> وتستعمل هذه الأشكال في اللغات التي تستعمل السيريلية.
يرجع أصل هذا الحرف إلى القرن السادس عشر في أيام إنشاء السيريلية الرومانية. بدأت الصربية باستعماله في القرن السابع عشر.